# Union chrétienne-démocrate d'Allemagne
Pour les articles homonymes, voir Parti chrétien-démocrate et CDU.
Pour le parti actif en République démocratique allemande, voir Union chrétienne-démocrate d'Allemagne (RDA).
L'Union chrétienne-démocrate d'Allemagne (en allemand : Christlich Demokratische Union Deutschlands, CDU) est un parti politique allemand, démocrate-chrétien, libéral-conservateur et pro-européen fondé en 1945.
Se référant aux valeurs de la construction européenne, de la démocratie chrétienne et à l'alliance avec les États-Unis, la CDU est la principale force de centre droit en Allemagne. Elle n'est pas présente sur le territoire de l'État libre de Bavière, où la tendance démocrate-chrétienne est représentée par l'Union chrétienne-sociale (CSU). Au niveau fédéral, on parle donc de la CDU/CSU (en allemand : Unionsparteien).
Au pouvoir entre 1949 et 1969 avec Konrad Adenauer, Ludwig Erhard et Kurt Georg Kiesinger, de 1982 à 1998 avec Helmut Kohl et de 2005 à 2021 avec Angela Merkel, la CDU détient le record de longévité à la direction du gouvernement fédéral. Au niveau fédéral, elle n'a été devancée par les sociaux-démocrates uniquement à trois reprises depuis 1949.
Elle gouverne actuellement les Länder de Berlin, Hesse, Rhénanie-du-Nord-Westphalie, Saxe, Saxe-Anhalt, Schleswig-Holstein, Thuringe et participe au gouvernement de Bade-Wurtemberg avec Alliance 90/Les Verts.

## Histoire

### Fondation comme parti multiconfessionnel
Fondée en 1945 à Berlin et en Rhénanie, à la suite de la chute du Troisième Reich, elle s'est organisée entre 1945 et 1949 dans les Länder des zones d'occupation occidentales. Elle s'est unie au niveau fédéral en 1950. Une partie importante de ses membres (Konrad Adenauer, entre autres) est originaire du Zentrum (« Parti du centre »), d'inspiration catholique, qui continue cependant d'exister. Toutefois, à la différence de celui-ci, elle réunit catholiques et protestants.

### Parti dominant de l'Allemagne de l'Ouest
Préconisant une troisième voie entre capitalisme et socialisme inspirée de l'humanisme chrétien, la CDU/CSU remporte les élections fédérales du 14 août 1949 avec 31 %, soit deux points d'avance sur le Parti social-démocrate d'Allemagne (SPD). Konrad Adenauer, président de la CDU, forge alors une coalition de droite avec le Parti libéral-démocrate (FDP) et le Parti allemand (DP) majoritaire avec 208 députés sur 402. Le libéral Franz Blücher est vice-chancelier.
Les élections fédérales du 6 septembre 1953 marquent le triomphe des chrétiens-démocrates et les imposent comme principale force politique ouest-allemande. Adenauer élargit alors sa coalition au Bloc des réfugiés (BHE) et accroît son assise parlementaire. Candidat à un troisième mandat lors des élections fédérales du 15 septembre 1957, le chancelier sortant réalise une performance unique dans l'histoire de l'Allemagne fédérale, en remportant 50,2 % des suffrages. Le 1er juillet 1960, le DP est absorbé et la CDU/CSU gouverne seule pendant un an. Aux élections fédérales du 17 septembre 1961, la configuration politique des vingt-cinq prochaines années se met en place : la CDU/CSU recule à 45 % des voix et fonde une « coalition noire-jaune » avec le FDP.
Adenauer contribue à la réinsertion de l'Allemagne sur la scène internationale et notamment européenne, en participant à la création de la Communauté européenne du charbon et de l'acier puis de la Communauté économique européenne. Il préside aussi au miracle économique des années 1950 et 1960.

### De la grande coalition à l'opposition
Adenauer est contraint à la démission en 1963 et doit céder le pouvoir au ministre fédéral de l'Économie Ludwig Erhard. Vainqueur des élections fédérales du 19 septembre 1965, il reconduit la coalition avec le FDP. Celle-ci est rompue par les libéraux en octobre 1966, poussant les chrétiens-démocrates à s'associer avec le Parti social-démocrate d'Allemagne (SPD). Pour prendre la tête de cette « grande coalition », le groupe parlementaire investit le ministre-président du Bade-Wurtemberg Kurt Georg Kiesinger, au détriment de son président Rainer Barzel et du ministre fédéral des Affaires étrangères Gerhard Schröder.
Lors des élections fédérales du 28 septembre 1969, Kiesinger se présente à sa succession. Malgré un bon résultat de 46,1 % des voix, la CDU/CSU est renvoyée dans l'opposition par l'alliance formée entre le SPD et le FDP, appelée « coalition sociale-libérale ». En 1971, Barzel prend la présidence du parti et tente, en 1972, de renverser le gouvernement au moyen d'une motion de censure constructive. Son échec met en évidence la fragilité de la majorité au pouvoir. Le chancelier Willy Brandt organise la dissolution du Bundestag et triomphe aux élections fédérales anticipées du 19 novembre 1972, les sociaux-démocrates passant pour la première fois devant les chrétiens-démocrates.

#### Exemples d’affiches électorales

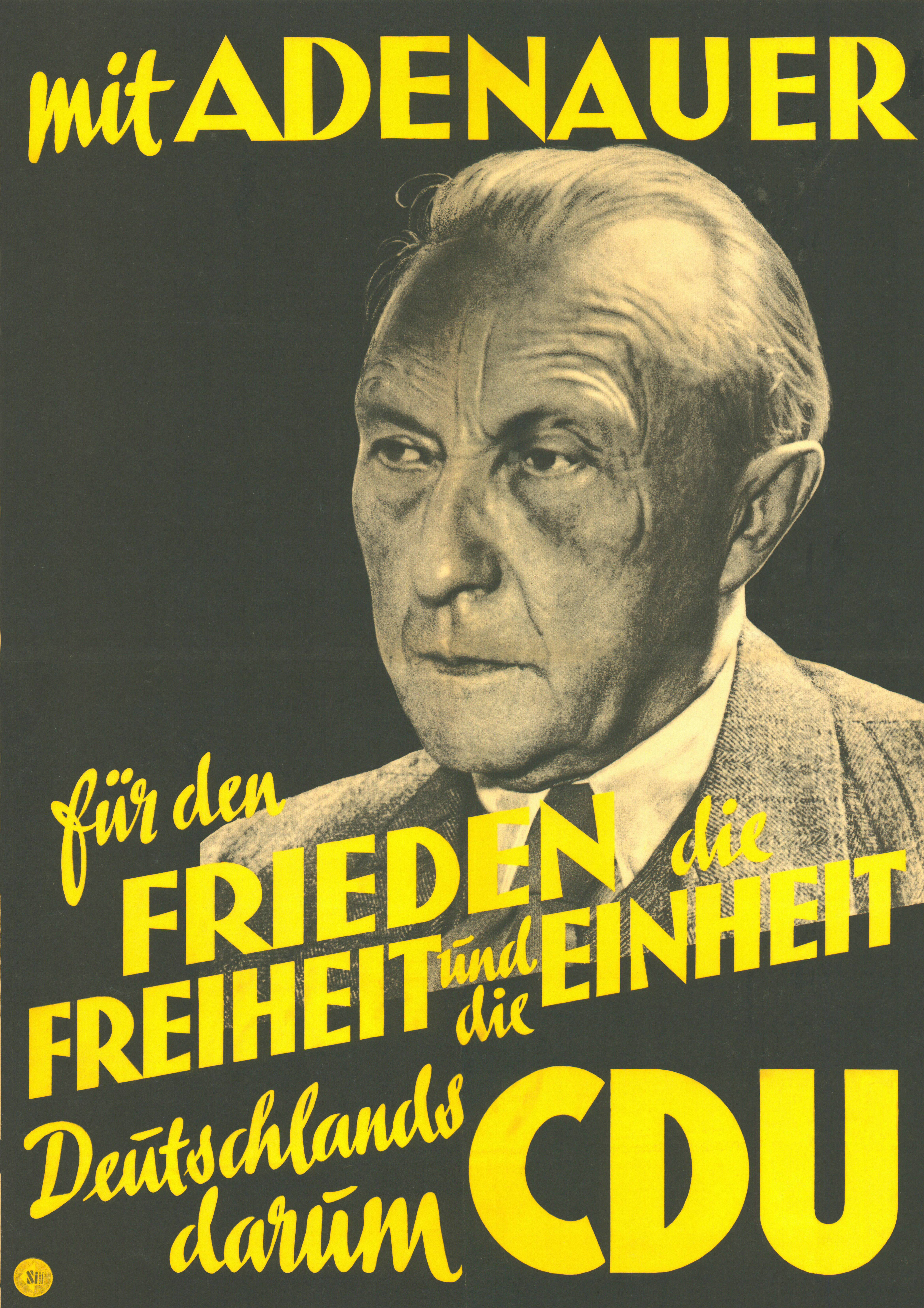
« Avec Adenauer pour la paix la liberté et l'unité » 1949.
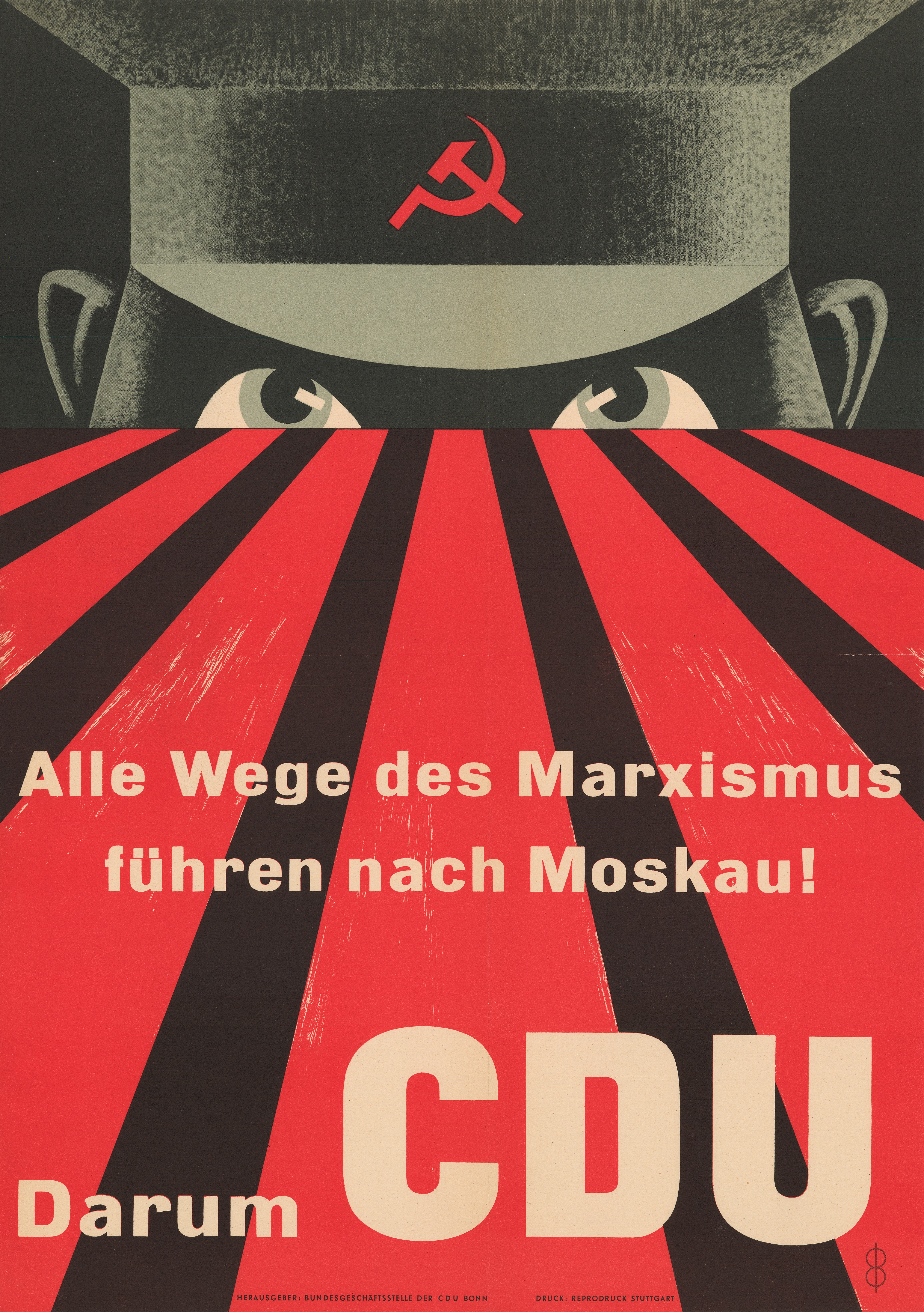
« Tous les chemins du marxisme mènent à Moscou ! » 1953.
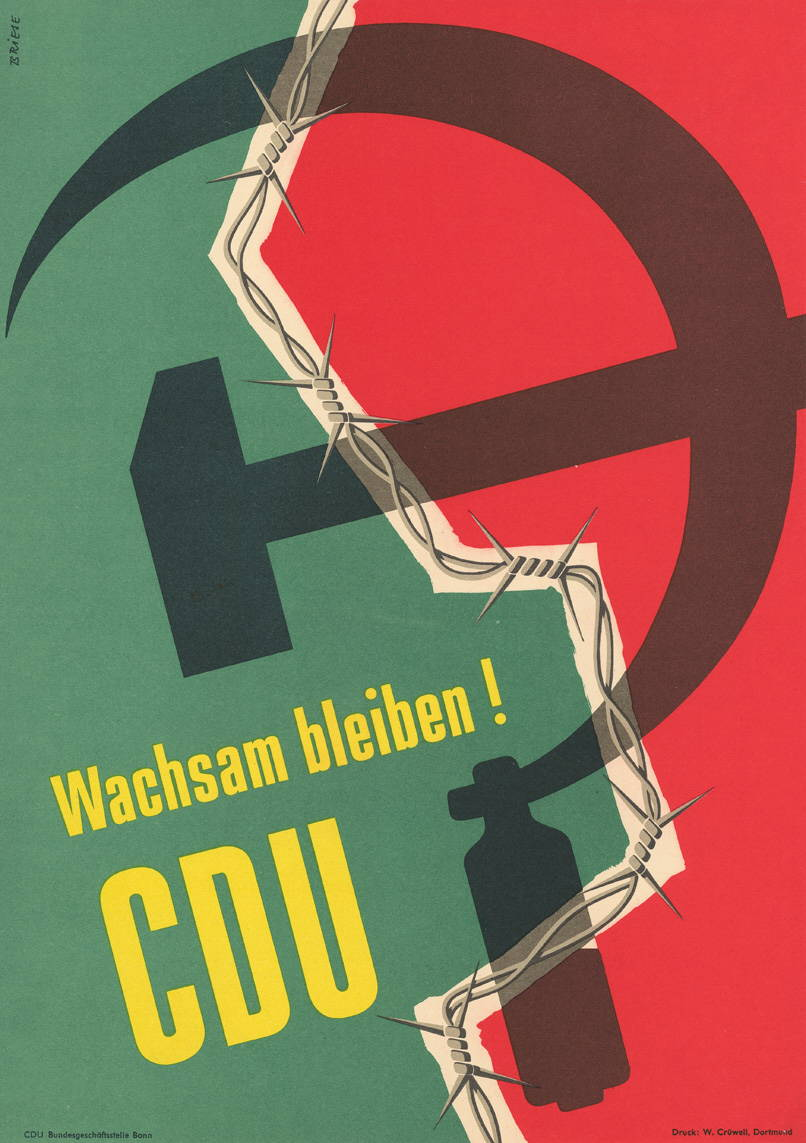
« Restez vigilant ! » 1953.
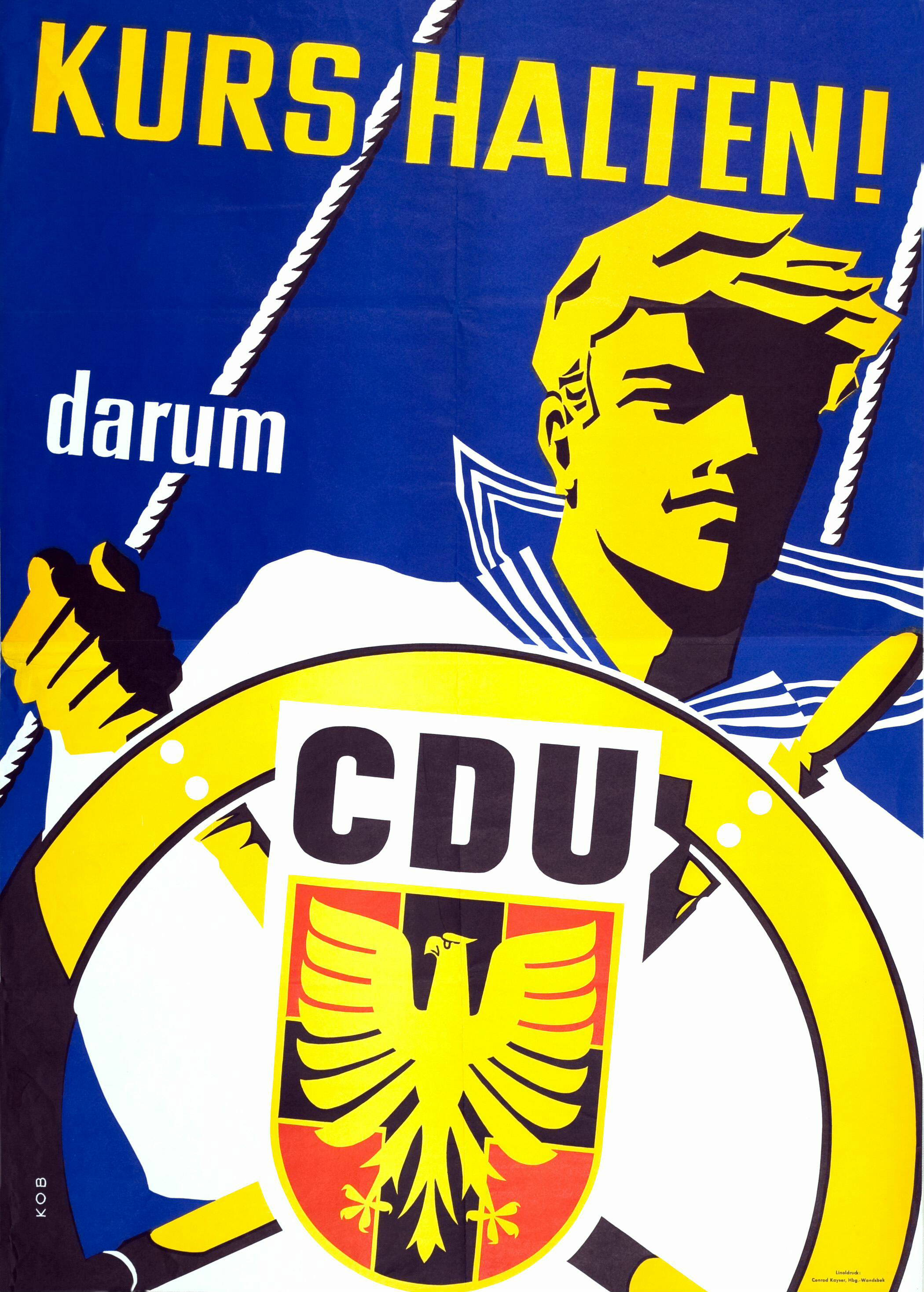
« Gardez le cap ! » 1961.

### Ère Kohl

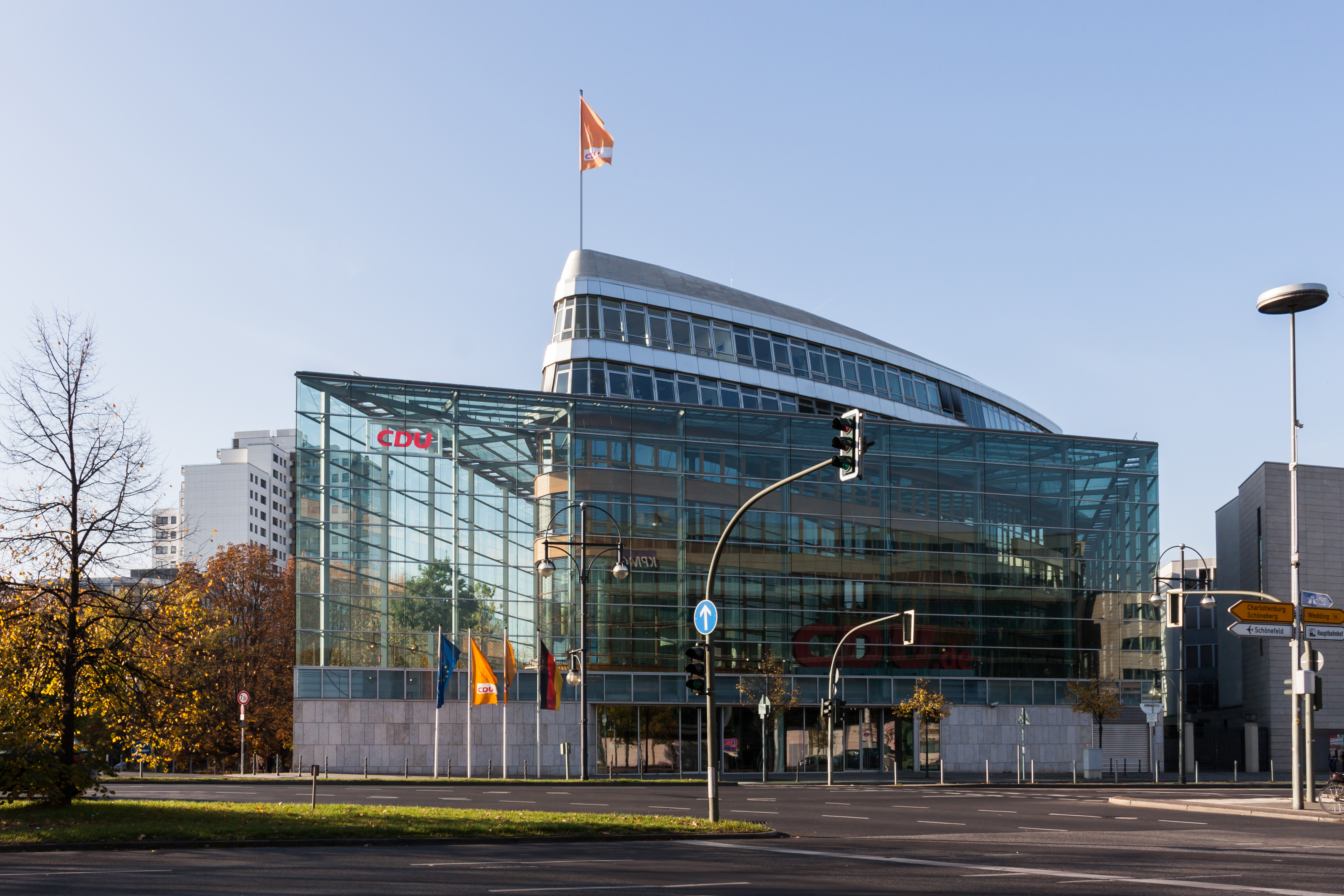
Siège de la CDU, Berlin.

La double défaite de Rainer Barzel l'amène à démissionner de toutes ses fonctions. La présidence du groupe est reprise par Karl Carstens, tandis que le ministre-président de la Rhénanie-Palatinat Helmut Kohl est élu président de la CDU. Avec son secrétaire général Kurt Biedenkopf, il entame une profonde réorganisation du parti. Aux élections fédérales du 3 octobre 1976, la CDU réalise le meilleur score de son histoire, mais échoue à revenir au pouvoir du fait du maintien de la coalition SPD-FDP. Trois ans plus tard, Kohl promeut la candidature du nouveau ministre-président de la Basse-Saxe Ernst Albrecht à la chancellerie, mais le groupe parlementaire lui préfère le président de la CSU et ministre-président de la Bavière Franz Josef Strauss.
L'échec de ce dernier aux élections fédérales du 5 octobre 1980 conforte Kohl dans sa stratégie de ramener le parti libéral au centre droit et renforce sa domination sur le mouvement chrétien-démocrate. Sa tactique fonctionne et le 1er octobre 1982, comme Barzel dix ans auparavant, il présente une motion de censure constructive, approuvée par le Bundestag.
La CDU infléchit alors sa politique dans un sens plus libéral, promouvant une « adaptation du modèle rhénan » à la nouvelle donne économique mondiale. Le chancelier Kohl bénéficie de l'aura que lui apporte la réunification, c’est-à-dire l'intégration de la République démocratique allemande dans le giron fédéral, à la suite de la chute du Mur de Berlin en 1989. Néanmoins, le gouvernement doit faire face au coût économique de la réunification et à la montée du chômage. La CDU fusionne en 1990 avec son équivalent est-allemand. En 1990 et 1994, la CDU remporte les élections législatives et Helmut Kohl demeure au poste de chancelier.

### Retour dans l'opposition
Mais la CDU est désormais rattrapée par les révélations successives sur l'affaire des caisses noires. Battue en 1998, elle retourne dans l'opposition. Elle accepte de soutenir le président de la CSU Edmund Stoiber pour la course à la chancellerie en 2002, mais il échoue de justesse : le SPD conserve le pouvoir grâce à son alliance avec le parti vert.

### Angela Merkel, première chancelière (2005-2021)
Dès lors, la présidente de la CDU Angela Merkel conduit la campagne de 2005. Mais le tournant qu'elle préconise est jugé trop libéral par nombre de dirigeants du parti. La victoire qui s'annonçait triomphale est finalement plus limitée. La CDU et son alliée la CSU n'arrivent en tête que de justesse, et sont contraintes de conclure une seconde grande coalition avec le SPD pour gouverner et porter Angela Merkel à la chancellerie.
L'alliance va jusqu'au bout de la législature de quatre ans, puis, après les élections de 2009, cède la place à une coalition noire-jaune plus classique, toujours conduite par Merkel, secondée par le libéral Guido Westerwelle. Six mois après sa formation, la coalition perd les élections régionales de 2010 en Rhénanie-du-Nord-Westphalie et sa majorité au Conseil fédéral. En 2011, Stefan Mappus, ministre-président du Bade-Wurtemberg, Land dirigé par la CDU depuis 1953, est battu par une coalition menée par l'écologiste Winfried Kretschmann.
Les élections fédérales de 2013 sont un succès pour le parti d'Angela Merkel, qui obtient 41,5 % des voix contre 25,7 % à son principal rival, le SPD. Bien que la CDU/CSU n'obtienne pas la majorité absolue de cinq sièges, elle est en position de force pour constituer le prochain gouvernement.
En 2016, les résultats des élections régionales de 2016 en Mecklembourg-Poméranie-Occidentale sont très mauvais pour le parti qui est relégué en troisième position, son pire résultat en Mecklembourg-Poméranie-Occidentale depuis la réunification. Cette défaite du parti au pouvoir est analysée comme un rejet de la « politique d'immigration porte ouverte » d'Angela Merkel. La contestation vis-à-vis de la politique migratoire grandit également au sein du parti à mesure que les contre-performances électorales se poursuivent.
La CDU se trouve fortement divisée début 2020 quant à l'attitude à adopter à l'égard de la formation d’extrême droite Alternative pour l'Allemagne (AfD). En Thuringe, la branche régionale de la CDU s'allie à l'AfD afin de l'emporter face à la gauche, en dépit des directives de la direction nationale du parti, provoquant une controverse dans le pays. Alors qu'Angela Merkel qualifie d'« impardonnable » le comportement de la fédération locale, certains représentants de l'aile droite de la CDU se montrent tentés par une coopération avec l’extrême droite.

### Dans l'opposition (depuis 2021)
Angela Merkel ne se représente pas lors des élections fédérales de 2021. La CDU/CSU n'obtient que 24 % des voix et n'est plus en mesure de former un gouvernement, par conséquent, le chef du parti Armin Laschet démissionne. Pour la première fois dans l'histoire du parti, les adhérents sont autorisés à voter pour désigner un nouveau chef. Leur choix se porte sur Friedrich Merz, tenant d'une ligne "ultralibérale" et conservatrice, qui faisait autrefois figure d'opposant interne à la ligne centriste d'Angela Merkel. Il aura la tâche de diriger l'opposition conservatrice au gouvernement d'Olaf Scholz, qui s’inscrit dans une forme de continuité avec Angela Merkel, dont il fut le ministre des Finances.
En février 2025, la CDU collabore avec l'AfD au Bundestag pour faire adopter une motion non contraignante sur la rétention des étrangers sans papiers aux frontières. Il s'agit de la première fois depuis 1945 que le « cordon sanitaire » est rompu en Allemagne. Cet événement provoque d'importantes manifestations à travers l'Allemagne, rassemblant entre 160 000 et 250 000 personnes à Berlin le 2 février, ainsi que plus de 220 000 manifestants la veille dans plusieurs grandes villes du pays,.

## Positionnement politique et idéologie

### Christianisme et CDU
Depuis sa fondation, la CDU se réclame du christianisme. Selon le programme de Neheim-Hüsten (de) de 1946, la « haute conception du christianisme de la dignité humaine, de la valeur de chaque être humain devait servir de base et de guide (...) dans la vie politique, économique et culturelle », ce qui devait se traduire entre autres par le « droit à la liberté politique et religieuse », la « sécurité juridique pour chacun », la libre activité des femmes et la protection des minorités. Même selon le préambule du programme politique de 2007 (de), la CDU s'oriente « vers l'image chrétienne de l'homme et de sa dignité inviolable et, à partir de là, vers les valeurs fondamentales de liberté, de solidarité et de justice ».

### Politique libérale et pro-américaine
Les grands axes idéologiques de la CDU s'articulent autour du libéralisme économique, de la démocratie chrétienne et du soutien aux États-Unis sur les questions de politique extérieure. La pratique du pouvoir par la CDU se caractérise cependant par une certaine élasticité. Le gouvernement Merkel a ainsi aboli le service militaire, ouvert la voie à la reconnaissance du mariage homosexuel (rejetée par les deux tiers des députés CDU mais approuvée par les élus de gauche et du centre) et entrepris une sortie du nucléaire ; des mesures qui n'ont jamais figuré dans le programme électoral du parti. Intraitable avec la Grèce lors de la crise de la dette et exigeant d'elle de sévères mesures d'austérité, le gouvernement conservateur a accordé l'asile à des centaines de milliers de réfugiés lors de la crise migratoire en 2015. Le parti a défendu pendant des décennies une vision conservatrice de la famille et de la société — les femmes devant se tenir à l'écart de la vie politique — avant de porter une femme à la chancellerie en 2005.

### Position sociale
Pierre Baudry décrit ainsi les évolutions plus récentes de la CDU/CSU : « Les deux partis démocrates-chrétiens, la Christlich-demokratische Union (CDU) et la Christlich-soziale Union (CSU), puisent en effet leur inspiration dans les principes idéologiques de la doctrine sociale de l’Église catholique malgré leur caractère biconfessionnel. Héritière du catholicisme politique apparu dès le XIXe siècle et de l’expérience œcuménique de rapprochement entre protestants et catholiques pendant l’entre-deux-guerres, la CDU/CSU s’est très tôt imposée sur le Zentrum qui fut refondé dès le lendemain de la Seconde Guerre mondiale. Or, ce qui est saillant pour tout observateur de l’Allemagne des années 2000, ce sont les transformations sociétales importantes qui ont marqué la politique familiale sous Angela Merkel sous l’impulsion de sa ministre de la Famille, Ursula von der Leyen. La question qu’il convient alors de soulever est celle de la mobilisation du référent chrétien et surtout catholique dans un discours et une pratique politique caractérisés par une volonté d’ouverture à de nouveaux modèles familiaux éloignés des schémas conservateurs de l’après-guerre. »

## Profil des adhérents et électeurs
Le nombre d'adhérents baisse régulièrement depuis les années 1990, passant de 790 000 en 1990 à 400 000 en 2021.
Les adhérents sont catholiques pour 52% d'entre eux, protestants pour 38%, d'une autre religion pour 1% et athées pour 10%. La CDU est traditionnellement le parti le plus apprécié par le patronat, les agriculteurs et les professions libérales.
Le parti bénéficie du vieillissement de la population et de la plus grande participation aux élections des personnes âgées. Plus de la moitié de ses adhérents ont plus de 60 ans. Le parti gagne progressivement du terrain auprès des électeurs issus de l’immigration (notamment ceux originaires de Turquie) : en 2018, une étude indiquait que 40% d'entre eux préféraient la CDU-CSU.
Au Parlement, la CDU reste peu ouverte aux femmes et aux personnes présentant des origines étrangères. Les femmes ne représentent que 22% de ses députés, contre plus de la moitié pour Die Linke et Les Verts et 44% pour le SPD. Par ailleurs, seuls 3 % de ses députés ont un héritage migratoire, la plus faible représentation de tous groupes politiques au Parlement.

## Dirigeants et rôle politique

### Gouvernements fédéraux avec participation de la CDU
- 1re législature (1949-1953) : chancelier Konrad Adenauer
- 2e législature (1953-1957) : chancelier Konrad Adenauer
- 3e législature (1957-1961) : chancelier Konrad Adenauer
- 4e législature (1961-1965) : chancelier Konrad Adenauer (jusqu'au 15 octobre 1963), chancelier Ludwig Erhard (à partir du 16 octobre 1963)
- 5e législature (1965-1969) : chancelier Ludwig Erhard (jusqu'au 30 novembre 1966), chancelier Kurt Georg Kiesinger (à partir du 1er décembre 1966)
- 9e législature (1982-1983) : chancelier Helmut Kohl (à partir du 1er octobre 1982)
- 10e législature (1983-1987) : chancelier Helmut Kohl
- 11e législature (1987-1990) : chancelier Helmut Kohl
- 12e législature (1990-1994) : chancelier Helmut Kohl
- 13e législature (1994-1998) : chancelier Helmut Kohl
- 16e législature (2005-2009) : chancelière Angela Merkel
- 17e législature (2009-2013) : chancelière Angela Merkel
- 18e législature (2013-2017) : chancelière Angela Merkel
- 19e législature (2017-2021) : chancelière Angela Merkel
- 21e législature (depuis 2025) : chancelier Friedrich Merz

### Présidents du parti
| Nom | Nom                        | Mandat                                                       | Remarques |
| --- | -------------------------- | ------------------------------------------------------------ | --- |
| Konrad Adenauer | Konrad Adenauer            | 1er mars 1946 – 23 mars 1966 (20 ans et 22 jours)            | Chancelier fédéral (1949-1963) |
| Ludwig Erhard | Ludwig Erhard              | 23 mars 1966 – 23 mai 1967 (1 an et 2 mois)                  | Ministre fédéral de l'Économie (1949-1963) Chancelier fédéral (1963-1966) |
| Kurt Georg Kiesinger | Kurt Georg Kiesinger       | 23 mai 1967 – 4 octobre 1971 (4 ans, 4 mois et 11 jours)     | Ministre-président du Bade-Wurtemberg (1958-1966) Chancelier fédéral (1966-1969) |
| Rainer Barzel | Rainer Barzel              | 4 octobre 1971 – 12 juin 1973 (1 an, 8 mois et 8 jours)      | Ministre fédéral des Questions pan-allemandes (1962-1963) Président du groupe CDU/CSU au Bundestag (1964-1973) Ministre fédéral des Relations intra-allemandes (1982-1983) Président du Bundestag (1983-1984)                                                               |
| Helmut Kohl | Helmut Kohl                | 12 juin 1973 – 7 novembre 1998 (25 ans, 4 mois et 26 jours)  | Ministre-président de Rhénanie-Palatinat (1969-1976) Président du groupe CDU/CSU au Bundestag (1976-1982) Chancelier fédéral (1982-1998) |
| Wolfgang Schäuble en 2004 | Wolfgang Schäuble          | 7 novembre 1998 – 10 avril 2000 (1 an, 5 mois et 3 jours)    | Directeur de la chancellerie fédérale (1984-1989) Ministre fédéral de l'Intérieur (1989-1991) Président du groupe CDU/CSU au Bundestag (1991-2000) Ministre fédéral de l'Intérieur (2005-2009) Ministre fédéral des Finances (2009-2017) Président du Bundestag (2017-2021) |
| Angela Merkel chancellière d'Allemagne. Photo prise la veille du jour ou elle a reçu le Prix international Charlemagne d'Aix-la-Chapelle. | Angela Merkel              | 10 avril 2000 – 7 décembre 2018 (18 ans, 7 mois et 27 jours) | Ministre fédérale des Femmes et de la Jeunesse (1991-1994) Ministre fédérale de l'Environnement (1994-1998) Secrétaire générale de la CDU (1998-2000) Présidente du groupe CDU/CSU au Bundestag (2002-2005) Chancelière fédérale (2005-2021)                                |
| Annegret Kramp-Karrenbauer en 2017 | Annegret Kramp-Karrenbauer | 7 décembre 2018 – 16 janvier 2021 (2 ans, 1 mois et 9 jours) | Ministre-présidente de Sarre (2011-2018) Secrétaire générale de la CDU (2018) Ministre fédérale de la Défense (2019-2021) |
| Armin Laschet en 2018 | Armin Laschet              | 16 janvier 2021 – 22 janvier 2022 (1 an et 6 jours)          | Ministre-président de Rhénanie-du-Nord-Westphalie (2017-2021) |
| Friedrich Merz en 2019 | Friedrich Merz             | Depuis le 22 janvier 2022 (3 ans, 6 mois et 23 jours)        | Président du groupe CDU/CSU au Bundestag (2000-2002, 2022-2025) Chancelier fédéral (2025-) |

### Secrétaires généraux
| Nom                        | Nom                        | Président                  | Mandat                                                         | Remarques |
| -------------------------- | -------------------------- | -------------------------- | -------------------------------------------------------------- | --- |
| Bruno Heck en 1971         | Bruno Heck                 | Kurt Georg Kiesinger       | 23 mai 1967 – 5 octobre 1971 (4 ans, 4 mois et 12 jours)       | Ministre fédéral de la Famille (1962-1968) |
| Konrad Kraske en 1972      | Konrad Kraske (de)         | Rainer Barzel              | 5 octobre 1971 – 12 juin 1973 (1 an, 8 mois et 7 jours)        | Député fédéral (1965-1980) |
| Kurt Biedenkopf en 1989    | Kurt Biedenkopf            | Helmut Kohl                | 12 juin 1973 – 7 mars 1977 (3 ans, 8 mois et 23 jours)         | Ministre-président de la Saxe (1990-2002) |
| Heiner Geißler en 1987     | Heiner Geissler            | Helmut Kohl                | 7 mars 1977 – 11 septembre 1989 (12 ans, 6 mois et 4 jours)    | Ministre des Affaires sociales de la Rhénanie-Palatinat (1967-1977) Ministre fédéral de la Famille (1982-1985) |
| Volker Rühe                | Volker Rühe                | Helmut Kohl                | 11 septembre 1989 – 13 mai 1992 (2 ans, 8 mois et 2 jours)     | Ministre fédéral de la Défense (1992-1998) |
| Peter Hintze               | Peter Hintze               | Helmut Kohl                | 13 mai 1992 – 7 novembre 1998 (6 ans, 5 mois et 25 jours)      | Secrétaire d'État au ministère fédéral des Femmes (1991-1992) Secrétaire d'État au ministère fédéral de l'Économie (2005-2013) Vice-président du Bundestag (2013-2016)                                                                      |
| Angela Merkel en 2008      | Angela Merkel              | Wolfgang Schäuble          | 7 novembre 1998 – 10 avril 2000 (1 an, 5 mois et 3 jours)      | Ministre fédérale des Femmes et de la Jeunesse (1991-1994) Ministre fédérale de l'Environnement (1994-1998) Présidente fédéral de la CDU (2000-2018) Présidente du groupe CDU/CSU au Bundestag (2002-2005) Chancelière fédérale (2005-2021) |
| Ruprecht Polenz en 2012    | Ruprecht Polenz (en)       | Angela Merkel              | 10 avril 2000 – 23 octobre 2000 (6 mois et 13 jours)           | Député fédéral (1994-2013) |
| Laurenz Meyer en 2009      | Laurenz Meyer              | Angela Merkel              | 20 novembre 2000 – 22 décembre 2004 (4 ans, 1 mois et 2 jours) | Vice-président du Landtag de Rhénanie-du-Nord-Westphalie (2000) Député fédéral (2000-2009) |
| Volker Kauder en 2013      | Volker Kauder              | Angela Merkel              | 24 janvier 2005 – 5 décembre 2005 (10 mois et 11 jours)        | Président du groupe CDU/CSU au Bundestag (2005-2018) |
| Ronald Pofalla en 2007     | Ronald Pofalla             | Angela Merkel              | 5 décembre 2005 – 26 octobre 2009 (3 ans, 10 mois et 21 jours) | Directeur de la chancellerie fédérale (2009-2013) |
| Hermann Gröhe en 2010      | Hermann Gröhe              | Angela Merkel              | 26 octobre 2009 – 16 décembre 2013 (4 ans, 1 mois et 20 jours) | Président fédéral de la Junge Union (1989-1994) Ministre d'État à la chancellerie fédérale (2008-2009) Ministre fédéral de la Santé (2013-2018)                                                                                             |
| Peter Tauber               | Peter Tauber               | Angela Merkel              | 16 décembre 2013 – 26 février 2018 (4 ans, 2 mois et 10 jours) | Député fédéral (2009-2021) |
| Annegret Kramp-Karrenbauer | Annegret Kramp-Karrenbauer | Angela Merkel              | 26 février 2018 – 7 décembre 2018 (9 mois et 11 jours)         | Ministre-présidente de Sarre (2011-2018) Présidente fédéral de la CDU (2018-2021) Ministre fédérale de la Défense (2019-2021) |
| Paul Ziemiak en 2018       | Paul Ziemiak               | Annegret Kramp-Karrenbauer | 8 décembre 2018 – 22 janvier 2022 (3 ans, 1 mois et 14 jours)  | Président fédéral de la Junge Union (2014-2018) |
| Paul Ziemiak en 2018       | Paul Ziemiak               | Armin Laschet              | 8 décembre 2018 – 22 janvier 2022 (3 ans, 1 mois et 14 jours)  | Président fédéral de la Junge Union (2014-2018) |
| Mario Czaja en 2017        | Mario Czaja                | Friedrich Merz             | 22 janvier 2022 – 12 juillet 2023 (1 an, 5 mois et 20 jours)   | Député fédéral (depuis 2021) |
| Carsten Linnemann en 2018  | Carsten Linnemann          | Friedrich Merz             | Depuis le 12 juillet 2023 (2 ans, 1 mois et 2 jours)           | Député fédéral (depuis 2009) |

### Commissaire européens issus de la CDU
- Walter Hallstein : Président (1958-1967)
- Fritz Hellwig : Vice-président, Recherche et énergie nucléaire (1967-1970)
- Karl-Heinz Narjes (de) : Marché intérieur, Industrie, Union douanière, Environnement, Protection du consommateur et Sécurité nucléaire (1981-1985), Vice-président, Politique industrielle, Recherche et Innovation (1985-1988)
- Günther Oettinger : Énergie (2010-2014), Économie et société numériques (2014-2017), Budget et Ressources humaines (2017-2019)
- Ursula von der Leyen : Présidente (depuis 2019)

## Résultats électoraux

### Bundestag
| Année | Candidat à la chancellerie | Voix   | Mandats   | Rang | Gouvernement                                                   |
| ----- | -------------------------- | ------ | --------- | ---- | -------------------------------------------------------------- |
| 1949  | Konrad Adenauer            | 25,2 % | 117 / 410 | 2e   | Adenauer I                                                     |
| 1953  | Konrad Adenauer            | 36,4 % | 191 / 487 | 1er  | Adenauer II                                                    |
| 1957  | Konrad Adenauer            | 39,7 % | 215 / 497 | 1er  | Adenauer III                                                   |
| 1961  | Konrad Adenauer            | 35,8 % | 192 / 496 | 2e   | Adenauer IV (1961-1962) et V (1962-1963), Erhard I (1963-1965) |
| 1965  | Ludwig Erhard              | 38,0 % | 196 / 496 | 2e   | Erhard II (1965-1966), Kiesinger (1966-1969)                   |
| 1969  | Kurt Georg Kiesinger       | 36,6 % | 193 / 496 | 2e   | Opposition                                                     |
| 1972  | Rainer Barzel              | 35,2 % | 177 / 496 | 2e   | Opposition                                                     |
| 1976  | Helmut Kohl                | 38,0 % | 190 / 496 | 2e   | Opposition                                                     |
| 1980  | Franz Josef Strauß         | 34,2 % | 174 / 519 | 2e   | Opposition (1980-1982), Kohl I (1982-1983)                     |
| 1983  | Helmut Kohl                | 38,1 % | 191 / 520 | 2e   | Kohl II                                                        |
| 1987  | Helmut Kohl                | 34,4 % | 174 / 519 | 2e   | Kohl III                                                       |
| 1990  | Helmut Kohl                | 36,7 % | 268 / 662 | 1er  | Kohl IV                                                        |
| 1994  | Helmut Kohl                | 34,2 % | 244 / 672 | 2e   | Kohl V                                                         |
| 1998  | Helmut Kohl                | 28,4 % | 198 / 669 | 2e   | Opposition                                                     |
| 2002  | Edmund Stoiber             | 29,5 % | 190 / 603 | 2e   | Opposition                                                     |
| 2005  | Angela Merkel              | 27,8 % | 180 / 614 | 2e   | Merkel I                                                       |
| 2009  | Angela Merkel              | 27,3 % | 194 / 622 | 1er  | Merkel II                                                      |
| 2013  | Angela Merkel              | 34,1 % | 255 / 631 | 1er  | Merkel III                                                     |
| 2017  | Angela Merkel              | 26,8 % | 200 / 709 | 1er  | Merkel IV                                                      |
| 2021  | Armin Laschet              | 18,9 % | 152 / 736 | 2e   | Opposition                                                     |
| 2025  | Friedrich Merz             | 22,6 % | 164 / 630 | 1er  | Merz                                                           |

### Parlement européen
Ne sont pas ici pris en compte les résultats de la CSU.
| Année | %    | Sièges  | Rang | Groupe | Tête de liste       |
| ----- | ---- | ------- | ---- | ------ | ------------------- |
| 1979  | 39,1 | 34 / 78 | 2e   | PPE    |                     |
| 1984  | 37,5 | 34 / 78 | 1er  | PPE    |                     |
| 1989  | 29,5 | 24 / 78 | 2e   | PPE    |                     |
| 1994  | 32,0 | 39 / 99 | 2e   | PPE-DE |                     |
| 1999  | 39,3 | 43 / 99 | 1er  | PPE-DE |                     |
| 2004  | 36,5 | 40 / 99 | 1er  | PPE-DE |                     |
| 2009  | 30,7 | 34 / 99 | 1er  | PPE    | Hans-Gert Pöttering |
| 2014  | 30,0 | 29 / 96 | 1er  | PPE    | David McAllister    |
| 2019  | 22,6 | 23 / 96 | 1er  | PPE    | Manfred Weber       |
| 2024  | 23,7 | 23 / 96 | 1er  | PPE    | Manfred Weber       |

### Parlements régionaux

Représentation actuelle de la CDU dans les Länder
à la tête du gouvernement
membre de la coalition gouvernementale
dans l'opposition

#### Bade-Wurtemberg[19]
| Année | %     | Sièges   | Position | Gouvernement                                   |
| ----- | ----- | -------- | -------- | ---------------------------------------------- |
| 1980  | 53,35 | 68 / 124 | 1er      | Späth II                                       |
| 1984  | 51,87 | 68 / 126 | 1er      | Späth III                                      |
| 1988  | 49,05 | 66 / 125 | 1er      | Späth IV (1988-1991), Teufel I (1991-1992)     |
| 1992  | 39,60 | 64 / 146 | 1er      | Teufel II                                      |
| 1996  | 41,27 | 69 / 155 | 1er      | Teufel III                                     |
| 2001  | 44,80 | 63 / 128 | 1er      | Teufel IV (2001-2005), Oettinger I (2005-2006) |
| 2006  | 44,15 | 69 / 139 | 1er      | Oettinger II (2006-2010), Mappus (2010-2011)   |
| 2011  | 39,01 | 60 / 138 | 1er      | Opposition                                     |
| 2016  | 27,00 | 42 / 143 | 2e       | Kretschmann II                                 |
| 2021  | 24,06 | 42 / 154 | 2e       | Kretschmann III                                |

#### Basse-Saxe
| Année | %     | Sièges   | Position | Gouvernement                                 |
| ----- | ----- | -------- | -------- | -------------------------------------------- |
| 1982  | 50,7  | 87 / 171 | 1er      | Albrecht IV                                  |
| 1986  | 44,3  | 69 / 155 | 1er      | Albrecht V                                   |
| 1990  | 42,0  | 67 / 155 | 2e       | Opposition                                   |
| 1994  | 36,4  | 67 / 161 | 2e       | Opposition                                   |
| 1998  | 35,9  | 62 / 157 | 2e       | Opposition                                   |
| 2003  | 48,3  | 91 / 183 | 1er      | Wulff I                                      |
| 2008  | 42,5  | 68 / 152 | 1er      | Wulff II (2008-2010), McAllister (2010-2013) |
| 2013  | 36,0  | 54 / 137 | 1er      | Opposition                                   |
| 2017  | 33,6  | 50 / 137 | 2e       | Opposition                                   |
| 2022  | 28,07 | 47 / 146 | 2e       | Opposition                                   |

#### Berlin[20]
| Année | %     | Sièges   | Position |
| ----- | ----- | -------- | -------- |
| 2001  | 23,76 | 35 / 141 | 2e       |
| 2006  | 21,35 | 37 / 149 | 2e       |
| 2011  | 23,4  | 39 / 149 | 2e       |
| 2016  | 17,62 | 31 / 160 | 2e       |
| 2021  | 18,06 | 30 / 147 | 3e       |
| 2023  | 28,23 | 52 / 159 | 1er      |

#### Brandebourg[21]
| Année | %     | Sièges  | Position |
| ----- | ----- | ------- | -------- |
| 1990  | 29,40 | 27 / 88 | 2e       |
| 1994  | 18,72 | 18 / 88 | 2e       |
| 1999  | 26,55 | 25 / 89 | 2e       |
| 2004  | 19,43 | 20 / 88 | 3e       |
| 2009  | 19,79 | 19 / 88 | 3e       |
| 2014  | 22,97 | 21 / 88 | 2e       |
| 2019  | 15,57 | 15 / 88 | 3e       |

#### Brême[22]
| Année | %    | Sièges   | Position |
| ----- | ---- | -------- | -------- |
| 1991  | 30,7 | 32 / 100 | 2e       |
| 1995  | 32,6 | 37 / 100 | 2e       |
| 1999  | 37,1 | 42 / 100 | 2e       |
| 2003  | 29,8 | 29 / 83  | 2e       |
| 2007  | 25,6 | 23 / 83  | 2e       |
| 2011  | 20,4 | 20 / 83  | 3e       |
| 2015  | 22,4 | 20 / 83  | 2e       |
| 2019  | 26,7 | 24 / 84  | 1er      |
| 2023  | 26,2 | 24 / 87  | 2e       |

#### Hambourg[23]
| Année | %    | Sièges   | Position |
| ----- | ---- | -------- | -------- |
| 2001  | 26,2 | 33 / 121 | 2e       |
| 2004  | 47,2 | 63 / 121 | 1er      |
| 2008  | 42,6 | 56 / 121 | 1er      |
| 2011  | 21,9 | 28 / 121 | 2e       |
| 2015  | 15,9 | 20 / 121 | 2e       |
| 2020  | 11,2 | 15 / 121 | 3e       |

#### Hesse[24]
| Année | %    | Sièges   | Position |
| ----- | ---- | -------- | -------- |
| 2003  | 48,8 | 56 / 110 | 1er      |
| 2008  | 36,8 | 42 / 110 | 1er      |
| 2009  | 37,2 | 46 / 118 | 1er      |
| 2013  | 38,3 | 47 / 110 | 1er      |
| 2018  | 27,0 | 40 / 137 | 1er      |
| 2023  | 34,6 | 52 / 133 | 1er      |

#### Mecklembourg-Poméranie-Occidentale[25]
| Année | %    | Sièges  | Position |
| ----- | ---- | ------- | -------- |
| 1990  | 38,3 | 29 / 66 | 1er      |
| 1994  | 37,7 | 30 / 71 | 1er      |
| 1998  | 30,2 | 24 / 71 | 2e       |
| 2002  | 31,4 | 25 / 71 | 2e       |
| 2006  | 28,8 | 22 / 71 | 2e       |
| 2011  | 23,0 | 18 / 71 | 2e       |
| 2016  | 19,0 | 16 / 71 | 3e       |
| 2021  | 13,3 | 12 / 79 | 3e       |

#### Rhénanie-du-Nord-Westphalie[26]
| Année | %     | Sièges   | Position |
| ----- | ----- | -------- | -------- |
| 2000  | 37,0  | 88 / 231 | 2e       |
| 2005  | 44,8  | 89 / 187 | 1er      |
| 2010  | 34,6  | 67 / 181 | 1er      |
| 2012  | 26,3  | 67 / 237 | 2e       |
| 2017  | 33,0  | 72 / 199 | 1er      |
| 2022  | 35,71 | 76 / 195 | 1er      |

#### Rhénanie-Palatinat[27]
| Année | %     | Sièges   | Position |
| ----- | ----- | -------- | -------- |
| 1996  | 38,7  | 41 / 101 | 2e       |
| 2001  | 35,3  | 38 / 101 | 2e       |
| 2006  | 32,8  | 38 / 101 | 2e       |
| 2011  | 35,2  | 41 / 101 | 2e       |
| 2016  | 31,8  | 35 / 101 | 2e       |
| 2021  | 27,67 | 31 / 101 | 2e       |

#### Sarre[28]
| Année | %     | Sièges  | Position |
| ----- | ----- | ------- | -------- |
| 1999  | 45,5  | 26 / 51 | 1er      |
| 2004  | 47,5  | 27 / 51 | 1er      |
| 2009  | 34,5  | 19 / 51 | 1er      |
| 2012  | 35,2  | 19 / 51 | 1er      |
| 2017  | 40,7  | 24 / 51 | 1er      |
| 2022  | 28,55 | 19 / 51 | 2e       |

#### Saxe[29]
| Année | %    | Sièges   | Position |
| ----- | ---- | -------- | -------- |
| 1990  | 53,8 | 92 / 160 | 1er      |
| 1994  | 58,1 | 77 / 120 | 1er      |
| 1999  | 56,9 | 76 / 120 | 1er      |
| 2004  | 41,1 | 55 / 124 | 1er      |
| 2009  | 40,2 | 58 / 132 | 1er      |
| 2014  | 39,0 | 59 / 126 | 1er      |
| 2019  | 32,1 | 45 / 119 | 1er      |
| 2024  | 31,9 | 41 / 120 | 1er      |

#### Saxe-Anhalt[30]
| Année | %     | Sièges   | Position |
| ----- | ----- | -------- | -------- |
| 1990  | 39,00 | 48 / 106 | 1er      |
| 1994  | 34,39 | 37 / 99  | 1er      |
| 1998  | 22,02 | 28 / 116 | 2e       |
| 2002  | 37,3  | 48 / 115 | 1er      |
| 2006  | 36,2  | 40 / 97  | 1er      |
| 2011  | 32,5  | 41 / 105 | 1er      |
| 2016  | 29,8  | 30 / 87  | 1er      |
| 2021  | 37,12 | 40 / 97  | 1er      |

#### Schleswig-Holstein[31]
| Année | %     | Sièges  | Position |
| ----- | ----- | ------- | -------- |
| 2000  | 35,2  | 33 / 89 | 2e       |
| 2005  | 40,2  | 30 / 69 | 1er      |
| 2009  | 31,5  | 34 / 95 | 1er      |
| 2012  | 30,8  | 22 / 69 | 1er      |
| 2017  | 32,0  | 25 / 73 | 1er      |
| 2022  | 43,39 | 34 / 69 | 1er      |

#### Thuringe[32]
| Année | %    | Sièges  | Position |
| ----- | ---- | ------- | -------- |
| 1990  | 45,4 | 44 / 89 | 1er      |
| 1994  | 42,6 | 42 / 88 | 1er      |
| 1999  | 51,0 | 49 / 88 | 1er      |
| 2004  | 43,0 | 45 / 88 | 1er      |
| 2009  | 31,2 | 30 / 88 | 1er      |
| 2014  | 33,5 | 34 / 91 | 1er      |
| 2019  | 21,7 | 21 / 90 | 3e       |
| 2024  | 23,6 | 23 / 88 | 2e       |